# Kanton Saint-Renan
Der Kanton Saint-Renan (bretonisch Kanton Lokournan) ist seit 1790 ein französischer Kanton im Arrondissement Brest, im Département Finistère und in der Region Bretagne; sein Hauptort ist Saint-Renan.  

## Geschichte
Der Kanton entstand am 15. Februar 1790. Von 1801 bis 2015 gehörten zwölf Gemeinden zum Kanton Saint-Renan. Mit der Neuordnung der Kantone in Frankreich stieg die Zahl der Gemeinden 2015 auf 18. Zu den bisherigen Gemeinden des alten Kantons Saint-Renan kamen 5 der 10 Gemeinden des bisherigen Kantons Ploudalmézeau und die einzige Gemeinde des bisherigen Kantons Ouessant hinzu.

## Lage
Der Kanton liegt im Nordwesten des Départements Finistère. 

## Gemeinden
Der Kanton besteht aus 17 Gemeinden mit insgesamt 42.068 Einwohnern (Stand: 1. Januar 2022) auf einer Gesamtfläche von 289,57 km²:
| Gemeinde           | Bretonisch         | Einwohner (2022) | Fläche (km²) | Code postal | Code Insee |
| ------------------ | ------------------ | ---------------- | ------------ | ----------- | ---------- |
| Brélès             | Brelez             | 867              | 14,06        | 29810       | 29017      |
| Milizac-Guipronvel | Milizag-Gwiproñvel | 4.733            | 41,62        | 29290       | 29076      |
| Île-Molène         | Molenez            | 166              | 0,75         | 29259       | 29084      |
| Lampaul-Plouarzel  | Lambaol-Blouarzhel | 2.176            | 4,04         | 29810       | 29098      |
| Lanildut           | Lannildud          | 987              | 5,82         | 29840       | 29112      |
| Lanrivoaré         | Lañriware          | 1.539            | 14,89        | 29290       | 29119      |
| Le Conquet         | Konk-Leon          | 2.814            | 8,45         | 29217       | 29040      |
| Locmaria-Plouzané  | Lokmaria-Plouzane  | 5.160            | 23,16        | 29280       | 29130      |
| Ouessant           | Eusa               | 854              | 15,58        | 29242       | 29155      |
| Plouarzel          | Plouarzhel         | 3.987            | 42,83        | 29810       | 29177      |
| Plougonvelin       | Plougonvelen       | 4.520            | 18,69        | 29217       | 29190      |
| Ploumoguer         | Ploñger            | 2.097            | 38,93        | 29810       | 29201      |
| Plourin            | Plourin-Gwitalmeze | 1.263            | 25,69        | 29830       | 29208      |
| Porspoder          | Porspoder          | 1.761            | 11,29        | 29840       | 29221      |
| Saint-Renan        | Lokournan          | 8.454            | 13,31        | 29290       | 29260      |
| Trébabu            | Trebabu            | 365              | 4,36         | 29217       | 29282      |
| Tréouergat         | Treouergad         | 325              | 6,10         | 29290       | 29299      |
| Kanton Saint-Renan | Lokournan          | 42.068           | 289,57       | -           | 2927       |

### Kanton Saint-Renan bis 2015
Der alte Kanton Saint-Renan bestand aus zwölf Gemeinden mit einer Fläche von 211,03 km². Diese waren: Le Conquet, Guipronvel, Île-Molène, Lampaul-Plouarzel, Lanrivoaré, Locmaria-Plouzané, Milizac, Plouarzel, Plougonvelin, Ploumoguer, Saint-Renan (Hauptort) und Trébabu.

## Veränderungen im Gemeindebestand seit der landesweiten Neuordnung der Kantone
2017: Fusion Guipronvel und Milizac → Milizac-Guipronvel

## Bevölkerungsentwicklung
| 1962   | 1968   | 1975   | 1982   | 1990   | 1999   | 2006   | 2012   |
| ------ | ------ | ------ | ------ | ------ | ------ | ------ | ------ |
| 16.151 | 16.141 | 17.957 | 21.668 | 25.176 | 27.597 | 30.772 | 32.957 |